# 関ヶ原の戦いを題材とした作品
関ヶ原の戦いを題材とした作品（せきがはらのたたかいをだいざいとしたさくひん）では、関ヶ原の戦いを扱った創作作品について列挙する。

## 作品一覧

### 小説
- 司馬遼太郎 『関ヶ原』（1966年）

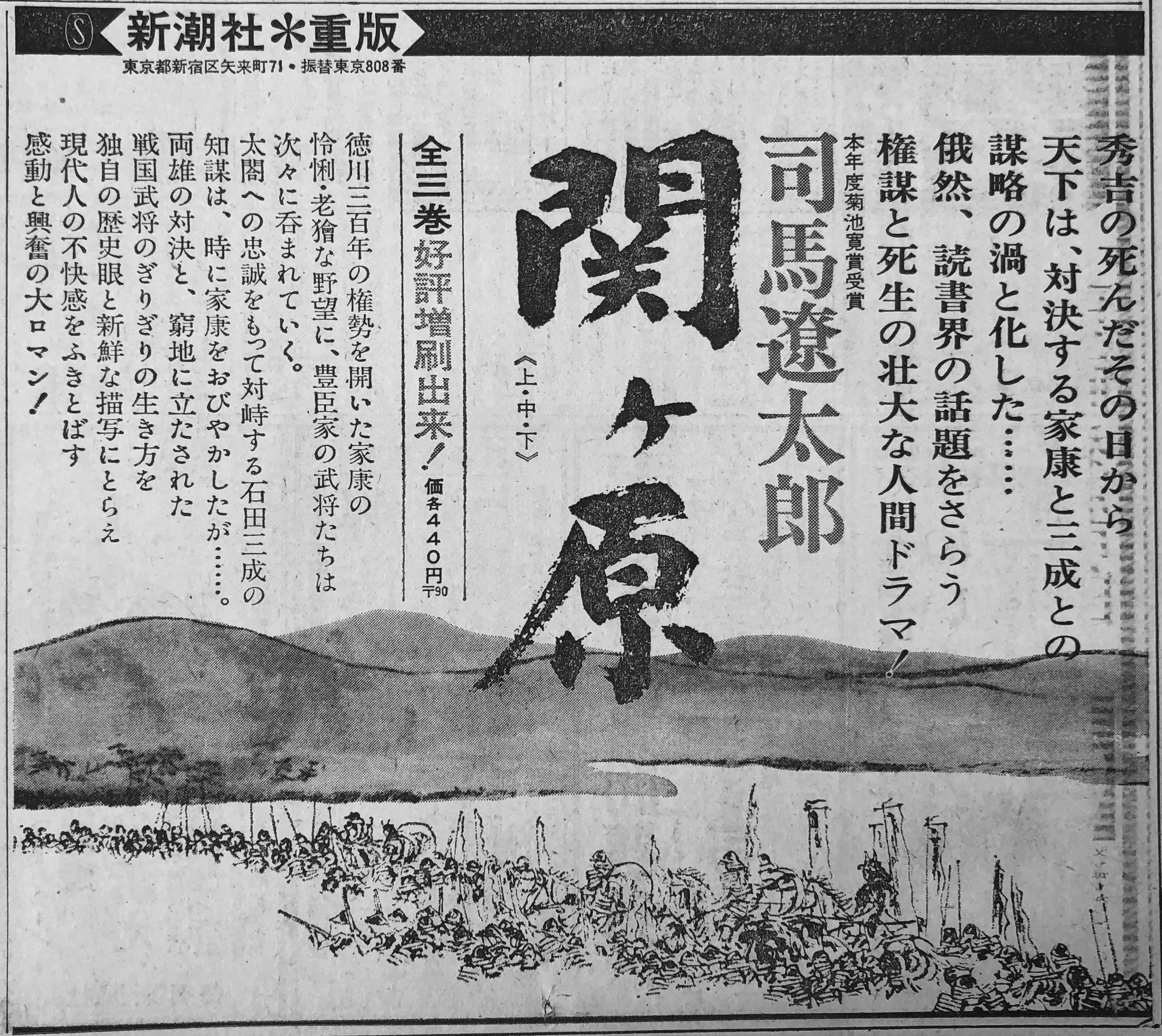
『関ヶ原』（1966年）

- 岳宏一郎 『群雲、関ヶ原へ』（1997年）
- 堺屋太一 『巨いなる企て』（1980年）

### 楽曲
- 松山恵子「あゝ決戦の関ヶ原」(詞：服部鋭夫、富永蝶如、曲：遠藤実、1958年)[1]
- 三橋美智也「あゝ関ヶ原」(詞：横井弘、曲：桜田誠一、1982年)
- エグスプロージョン「関ヶ原の戦い」
- KOHEI JAPAN「恋の関ヶ原」
- さくらゆき「関ヶ原」（西軍・東軍の両軍から描いた曲/詞・曲：小栗さくら）

### 映画
- 『関ヶ原』（2017年公開）

### テレビドラマ
- 『関ヶ原』 1981年、TBS。
- 『徳川家康』 1983年、NHK大河ドラマ。
- 『葵 徳川三代』 2000年、NHK大河ドラマ。
- 『決戦!関ヶ原2000』 2000年、中部日本放送。
- 『戦国自衛隊・関ヶ原の戦い』 2006年、日本テレビ。
- 『功名が辻』 2006年、NHK大河ドラマ。
- 『天地人』 2009年、NHK大河ドラマ。
- 『軍師官兵衛』 2014年、NHK大河ドラマ。
- 『どうする家康』 2023年、NHK大河ドラマ。

### コンピューターゲーム
- 『関ヶ原』RX-78 (パソコン)用ソフト、バンダイ
- 『不如帰』 1988年8月、アイレム。（※一定の条件を満たすと関ヶ原の戦いが発生）
- 『関ヶ原』 1990年、トンキンハウス、PCエンジンHuCARD。
- 『関ヶ原』 1991年、アートディンク。
- 『信長の野望・天翔記』 1994年、コーエー（後のコーエーテクモゲームス）。（※Windowsパワーアップキット版のみ関ヶ原の戦いシナリオを収録）
- 『決戦』 2000年、コーエー。
- 『采配のゆくえ』 2008年、コーエー。
- 『戦国BASARA3』 2010年、カプコン。
- 『戦国無双2』 2006年、コーエー。
- 『十鬼の絆 〜関ヶ原奇譚〜』 2012年、オトメイト。

### アーケードゲーム
- 『戦国大戦 -1600 関ヶ原 序の布石、葵打つ-』 2014年、セガ（後のセガ・インタラクティブ）。（※ver3.0）

### ボードゲーム
- 『関ヶ原』 バンダイifシリーズ、1980年代
- 『関ヶ原』 エポック社、1980年代
- 『決戦関ヶ原』 エポック社EWEシリーズ、1980年代
- 『激闘関ヶ原』 ツクダホビー、1980年代
- 『異聞関ヶ原 家康最大の敗北』 アドテクノス(朝日出版社) - シミュレーションゲームブック、1983年
- 『戦国の一番長い日』 ツクダホビー、1989年
- 「Sekigahara」(『SAMURAI』収録) GMT Games、1993年
- 「戦略級関ヶ原」(『ゲームジャーナル2号』収録) シミュレーションジャーナル、2002年
- 「決戦!関ヶ原」(『コマンドマガジン日本版54号』収録) 国際通信社、2003年
- 「関ヶ原強襲」(『ゲームジャーナル17号』収録) シミュレーションジャーナル、2005年
- 「真本信長公記」(『コマンドマガジン日本版69号』収録) 国際通信社、2006年
- 「天下強奪〜関ヶ原を越えて〜」(『コマンドマガジン日本版78号』収録) 国際通信社、2007年
- 「関ヶ原大作戦/入札級関ヶ原」(『ゲームジャーナル32号』収録) シミュレーションジャーナル、2009年
- 「関ヶ原戦役」(『ウォーゲーム日本史第03号』収録) 国際通信社、2009年
- 「関ヶ原前哨戦」(さいたまゲームサークル(同人誌) - SLGamer #1,#4,2010)
- 「関ヶ原総進撃」(さいたまゲームサークル(同人誌) - SLGamer #3,#4,2011)
- Sekigahara: Unification of Japan  （GMT Games,2011年,2014年）

### 漫画
- みなもと太郎『風雲児たち』（1979年）
- 宮下英樹『大乱 関ヶ原』（2022年）